# Freerk Walters
Freerk Walters (Oude Pekela, 9 juni 1925 - Dokkum, 22 januari 1945) was een Nederlandse politieman en verzetsstrijder.

## Biografie
Walters was een zoon van de fabrieksarbeider Hendrik Walters en Arina Stutvoet. Hij was ongehuwd. Walters was agent van politie in Nieuwe Pekela en was Luthers.
Walters was in de Tweede Wereldoorlog lid van de Ordedienst, het Politieverzet en de Binnenlandse Strijdkrachten. Hij werd op 13 januari 1945 gearresteerd als represaille voor een liquidatie. Hij werd op 22 januari 1945 gefusilleerd tijdens represaille in Dokkum.
Walters is begraven op de gemeentelijke begraafplaats in Oude Pekela.